# Prudhoe-Bay-Ölfeld
Das Prudhoe-Bay-Ölfeld ist eine etwa 1500 bis 3000 Meter tiefe Erdöllagerstätte an der Küste des Arktischen Ozeans in Alaska. Das Feld wurde am 12. März 1968 entdeckt und umfasste ursprünglich rund 25 Mrd. Barrel Erdöl (oil in place), von denen 13 Mrd. Barrel als förderbar eingeschätzt wurden. Das Speichergestein ist die Sadlerochit-Formation, ein Sandstein mit Kiesstrukturen in rund 2700 m Tiefe, die bis zu 180 m mächtig ist.

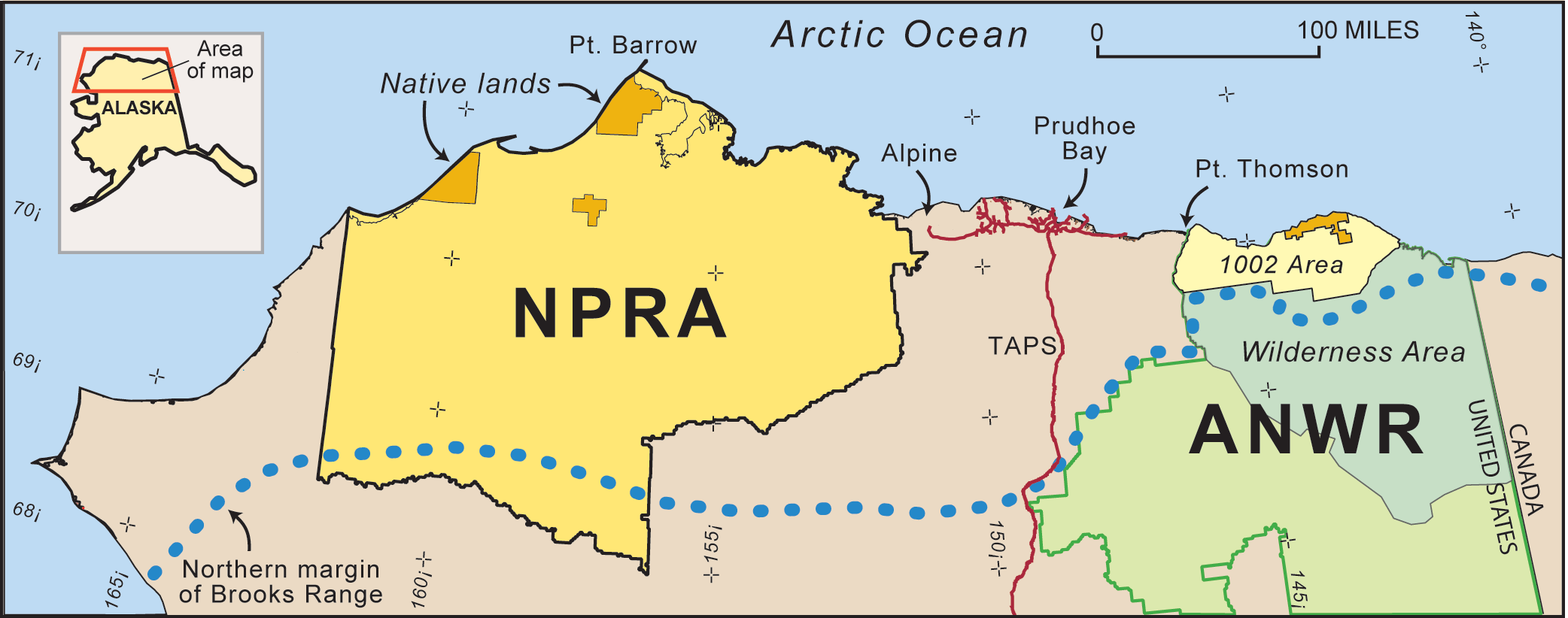
Karte Nord-Alaskas: die gepunktete blaue Linie zeigt die südliche Grenze der North Slope, rote Linien sind Pipelines, Prudehoe Bay ist zwischen dem NPRA- und ANWR-Gebiet

## Lage
Das Feld befindet sich 400 km nördlich des Polarkreises; bis nach Fairbanks sind es etwa 800 km. Es befindet sich auf der North Slope (engl. Nordhang) der Brookskette und liegt zwischen der National Petroleum Reserve-Alaska (NPRA) im Westen und dem Arctic National Wildlife Refuge (ANWR) im Osten.

## Geschichte
Wegen der Lage an der Nordküste Alaskas war die Erschließung eine besondere Herausforderung. Die technische Erschließung des Ölfelds wurde bereits ab 1968 durch die Atlantic Richfield Company vorgenommen, der Transport des Öls war aber noch nicht gesichert. Im Sommer 1969 fuhr der zu einem Eisbrecher umgebaute Tanker Manhattan als erster Tanker durch die Nordwestpassage und nahm in Prudhoe Bay ein symbolisches Fass Erdöl auf. Aufgrund der Schwierigkeiten mit von Wind zusammengeschobenen Eisschollen war es keine praktikable Transportform, erst recht nicht in der Wintersaison.
Deshalb wurde die Trans-Alaska-Pipeline durch die Alyeska Pipeline Service Company fertiggestellt und erst danach die Öl-Förderung ab Juni 1977 aufgenommen. Ab 1980 erreichte die Förderung mit etwa 1,5 Mio. Barrel pro Tag eine Plateauphase und erzielte mit 1,6 Mbbl/d 1988 ihren Höhepunkt. Seitdem fällt die Fördermenge und erreichte 2019 ein Volumen von 0,275 Mbbl/d. 2023 waren es nur noch 208 kbbl/d, was in diesen vier Jahren einem Rückgang von ca. 6,7 % p. a. entsprach.
Ab den späten 90er Jahren wurden die kleineren Satellitenfelder Midnight Sun (* 1998, 5500 bbl/d), Polaris (* 1999, 4000 bbl/d), Aurora (* 2000, 9000 bbl/d), Borealis (* 2001, 19000 bbl/d), Orion (* 2002, 11000 bbl/d) erschlossen und an dem Komplex Greater Prudhoe Bay angeschlossen. Heute (Stand 2020) sind über 800 Bohrungen in Betrieb, auch zur Druckhaltung im Reservoir, indem Wasser eingepresst und EOR-Technik eingesetzt wird.
Das Prudhoe-Bay-Ölfeld stellt nach wie vor die größte Erdölreserve der USA dar, mit mehr als der doppelten Größe der zweitgrößten, dem East-Texas-Ölfeld.

## Eigentümerstruktur
Mit einem Anteil von 26 % war BP auch der Betreiber des Ölfeldes, weitere Anteilseigner sind ConocoPhillips Alaska Inc. (36 %), ExxonMobil (36 %) und Chevron (2 %). Im August 2019 vereinbarten BP und Hilcorp Alaska, eine Tochter der texanischen Hilcorp Energy Company, den Verkauf aller Geschäftsfelder BPs in Alaska. Zur Verkaufsmasse zählt auch die BP-Beteiligung am Prudhoe-Bay-Ölfeld.